# Diploscapteridae
Diploscapteridae é uma família de nematóides pertencentes à ordem Rhabditida.
Géneros:
- Carinoscapter Siddiqi, 1998